# Crossocheilus cobitis
Crossocheilus cobitis és una espècie de peix cipriniforme de la família dels ciprínids.

## Morfologia
Els mascles poden assolir els 14,8 cm de longitud total.

## Distribució geogràfica
Es troba a Malàisia i Indonèsia, incloent-hi el riu Mekong.